# Peter Sobotta
Peter Sobotta (Zabrze, 1987. január 11. –) német-lengyel cselgáncsozó. Az UFC váltósúlyú osztályában harcol.
Sziléziai születésű, a baden-württembergi Balingenben nőtt fel. Gyermekkorában Jackie Chan volt a példaképe.
19 MMA-meccséből 14-et nyert meg.